# Коротов, Владимир Иванович
Владимир Иванович Коротов (16 октября 1958 года, Большой Мичкас, Нижнеломовский район, Пензенская область) — российский физик, руководящий работник высшей школы. Ректор Пензенского государственного педагогического университета им. В.Г. Белинского с 2009 по 2012 гг. Почётный работник высшего профессионального образования Российской Федерации.

## Биография
Родился 16 октября 1958 года в с. Б. Мичкас Нижнеломовского района Пензенской области. 
В 1979 году окончил  Ленинградский государственный педагогический институт им. А.И. Герцена по специальности «Физика». В 2000 году окончил ПГПУ им. В.Г. Белинского по специальности «Юриспруденция». 
Кандидат технических наук – 2 апреля 1992 г. Доцент по кафедре общей физики – 4 мая 1995 г. Имеет около 30 научных, учебно-методических и научно-методических работ по проблемам радиофизики, полупроводниковой электроники, педагогики, управления образованием.
С 1979 по 1992 гг. работал на кафедре общей физики Пензенского государственного педагогического института имени В. Г. Белинского. Прошел путь от лаборанта до старшего преподавателя кафедры.
С 1992 по 1996 гг – и.о. декана факультета довузовской подготовки ПГПИ имени В.Г. Белинского (с 12.1994 г. – Пензенского государственного педагогического университета имени В.Г. Белинского).
С 1996 по 2005 гг. – проректор по довузовской подготовке и дополнительному образованию ПГПУ имени В. Г. Белинского.
С 2005 по 2008 гг. – проректор по учебной работе ПГПУ имени В. Г. Белинского.
С 2008 по 2009 гг. – министр образования Пензенской области.
С апреля по ноябрь 2009 года – профессор кафедры общей физики ПГПУ имени В. Г. Белинского.
С декабря 2009 г. по  март 2010 г. – исполняющий обязанности ректора ПГПУ имени В. Г. Белинского.
С 2010 по 2012 гг. - ректор ПГПУ имени В. Г. Белинского.

## Награды
- Почётный работник высшего профессионального образования Российской Федерации
- Памятный знак «За заслуги в развитии города Пензы» (2011).